# Brahea calcarea
Brahea calcarea es una especie perteneciente a la familia de las palmeras (Arecaceae). Es originaria de Guatemala y México y está considerada en peligro de extinción por la pérdida de hábitat.

## Descripción
Es una palmera que se encuentra en los bosques de encinos,  en las zonas secas en las colinas de piedra caliza a una altitud de entre los 900 y 1.500 metros en Guatemala y México distribuida por Colima, Guerrero, Jalisco, Michoacán, Nayarit, Oaxaca y Sinaloa.

## Taxonomía
Brahea calcarea fue descrita por Frederick Michael Liebmann y publicado en Historia Naturalis Palmarum 3: 319. 1850.
Etimología
Brahea: nombre genérico otorgado en honor del astrónomo danés, Tycho Brahe (1546–1601).
calcarea: epíteto latino que significa "calcáreo".
Sinonimia
- Brahea nitida André
- Brahea prominens L.H.Bailey[5]